# Pocono Raceway
Pocono Raceway (antigo Pocono International Raceway) é um autódromo com um formato triangular localizado em Long Pond no estado americano da Pensilvânia.
Possui uma extensão de 2,5 milhas ou 4 km com inclinações de 14° na curva 1, 8° na curva 2 e 6° na curva 3. Com capacidade para mais de 76 mil pessoas, recebe provas da Verizon IndyCar Series, NASCAR Sprint Cup, NASCAR Xfinity Series, NASCAR Camping World Truck Series e da ARCA Series.

## História

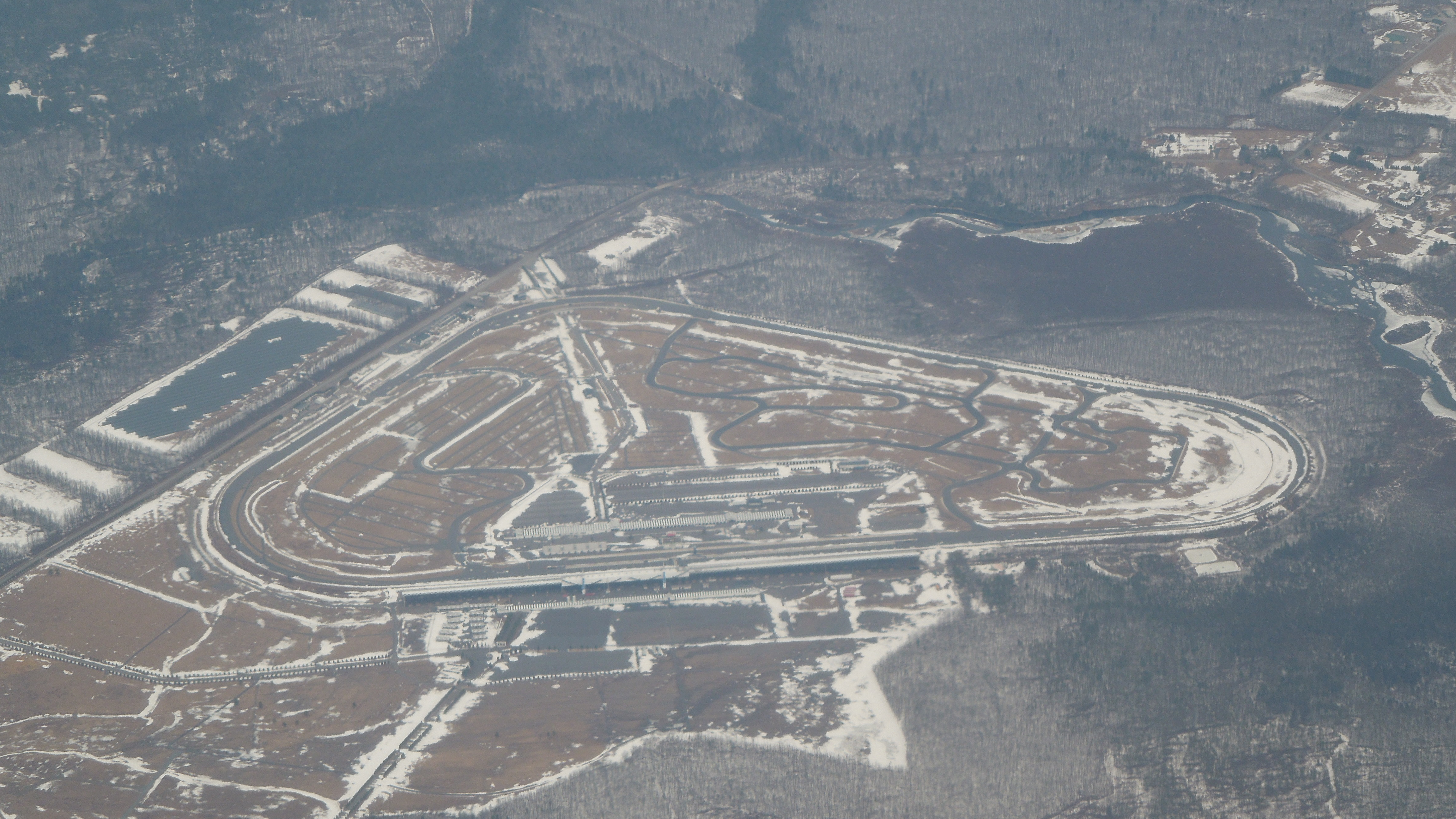
Vista aérea do circuito.

A região nordeste dos Estados Unidos possui poucos circuitos ovais em comparação com o sul do país, mas há um local do estado da Pensilvânia próxima às montanhas Pocono onde há muito tempo o automobilismo floresce, como uma atividade familiar muito popular na região.
Nesse local, na cidade de Long Pond, no início dos anos 1960 um grupo de homens de negócio do local capitaneados pelo Dr. Joseph Mattioli comprou 1025 acres de um terreno que abrangia mato e uma plantação de espinafre para começar a construção de um grande circuito oval na região. Trabalhando mesmo durante os rigorosos invernos do local, os empreiteiros contratados conseguiram concluir um circuito oval de 0,750 milhas que foi utilizado na corrida de estréia do Pocono Raceway em 1968. Mas essa não era ainda a configuração final do circuito.
O traçado foi concebido por Roger Ward, duas vezes vencedor das 500 milhas de Indianápolis. É um tri-oval de 2,5 milhas de extensão (4 km) que tem somente três curvas, cada uma delas com inclinação diferente: uma curva de alta inclinação adequada para stock cars, uma curva plana adequada para Fórmula Indy e uma curva de média inclinação que ficaria num meio-termo. Além disso, as três longas retas do circuito possuem comprimentos diferentes, o que é uma dificuldade a mais. Os investidores que bancaram a construção da pista queriam que ela fosse similar ao de Daytona ou Indianápolis, mas os custos seriam proibitivos.

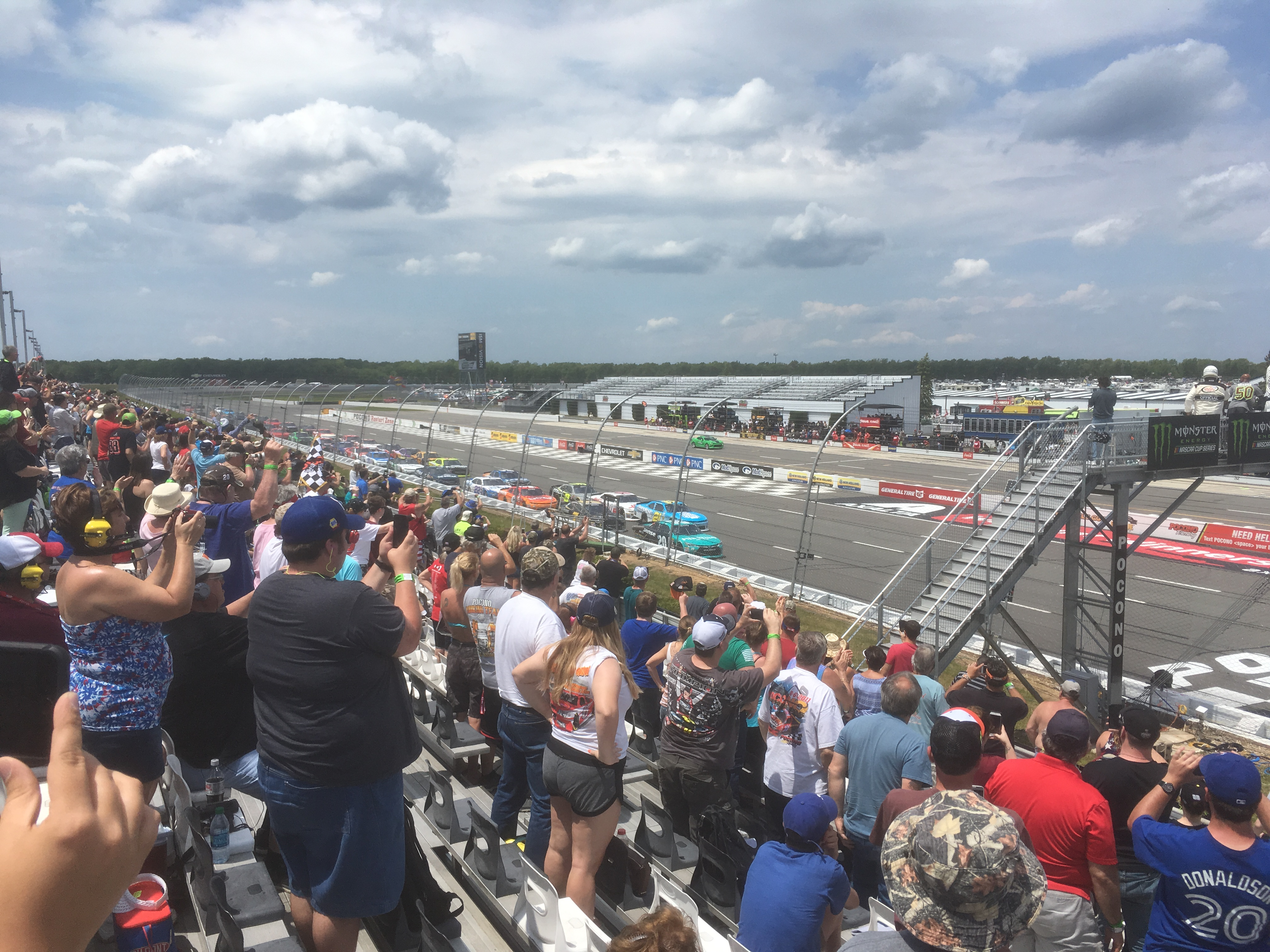
Vista da arquibancada.

De fato, alguns consideram o Pocono Raceway um superspeedway, já outros consideram-no quase um circuito misto permanente. Já outros consideram o Pocono Raceway um circuito oval curto crescido. As obras continuaram no circuito pelo fim da década de 1960 então somente em 1971 o grande projeto foi concluído.
O novo Pocono Raceway permitiu que o recém-criado Gold Crown, como passou a ser chamado o campeonato de monopostos da USAC para corridas em circuitos ovais pavimentados a partir de 1971 (cujo herdeiro atual é a Champ Car), pudesse continuar correndo no estado da Pensilvânia, após a extinção do perigoso oval de Langhorne.
Assim, em 3 de Junho de 1971 uma corrida de 500 milhas, a Schaffer 500, do calendário da Usac, inaugurou de fato o Pocono Raceway na sua configuração definitiva para as categorias de ponta.
Essa prova foi histórica e significativa por vários fatos:
- A inclusão da Schaffer 500 no calendário, em Pocono, permitiu a Usac criar a "Tríplice Coroa", um prêmio especial ao piloto que conseguisse vencer as 3 provas de 500 milhas do calendário anual da categoria. As outras provas de 500 milhas eram realizadas em Indianápolis e no Ontario Motor Speedway, na Califórnia.
- A pole position e a vitória na Schaffer 500 de 1971 foram conseguidas pelo piloto americano Mark Donahue, da equipe Penske. Essa seria a primeira vitória da equipe de Roger Penske na categoria principal de monopostos dos Estados Unidos, que assim arrancava para o sucesso. Curiosamente a centésima vitória da Penske Racing aconteceria no ano 2000, com Gil de Ferran, justamente no mesmo estado da Pensilvânia, mas no circuito de Nazareth Speedway.
- A corrida marcou a última participação de um carro "roadster" de motor dianteiro numa prova de 500 milhas, com a participação de um velho Mallard.
Em 1974 o circuito de Pocono passou a receber uma corrida anual de 500 milhas também da divisão principal da Nascar, consolidando-se como uma das principais pistas dos Estados Unidos. A vitória na prova inicial da Nascar em Pocono foi do supercampeão Richard Petty, numa corrida que só teve 192 das 200 voltas previstas devido à chuva.
O caminho para o sucesso nunca foi fácil para o Pocono Raceway. Além do clima imprevisível da região, que por vezes causou interrupção e encurtamento das provas devido as chuvas, o circuito precisou enfrentar a complicada década de 1970 e as suas duas graves crises energéticas mundiais, causadas pela elevação dos preços do petróleo. Os efeitos dessas crises na economia mundial foram fatais para outros circuitos como Ontário e Trenton, mas não foi para o Pocono Raceway.
O fato de que no raio de 200 milhas do circuito viverem 60 milhões de pessoas e estarem cidades do porte de Nova York, Nova Jersey e Filadélfia acabou sendo decisivo para a sobrevivência do Pocono Raceway na forma de comparecimento de público as suas corridas, além do seu bom gerenciamento financeiro.
Os monopostos continuaram correndo no Pocono Raceway anualmente até o ano de 1989, já sob a bandeira da CART. A falta de lucro acabou infelizmente eliminando essa tradicional prova do calendário da categoria a partir de então.
Quando houve a cisão entre Usac e Cart em 1979, as duas entidades resolveram realizar corridas próprias, colocando os donos de circuitos de corrida num grande dilema. O circuito de Pocono foi o último, excetuando o Indianápolis Motor Speedway, a aderir ao calendário da CART.
Essa indecisão custou ao Pocono Raceway quase a sua falência em 1980 e a família Mattioli, proprietária da pista, pensou em vendê-la. Foram salvos por Bill France, o lendário fundador da Nascar e da International Speedway Corporation.
Bill France ofereceu apoio aos proprietários do Pocono Raceway e o mais importante, deu a pista uma segunda prova de 500 milhas no calendário da Nascar. Isso garantiu a sobrevivência do Pocono Raceway até os dias de hoje, com 2 provas anuais altamente concorridas da Nascar Nextel Cup: as tradicionais Pocono 500 no mês de Junho e a Pennsylvania 500 no mês de Julho.
Embora nos últimos anos a pista tenha recebido várias obras de benfeitoria que consumiram substancial investimento da ordem de 3 milhões de dólares por ano, a capacidade de público nas arquibancadas da pista é de apenas 70 mil espectadores, o que pode por em risco a continuidade de pelo menos uma das suas 2 provas de 500 milhas no calendário da Nascar, como aconteceu recentemenete com o tradicional circuito de Darlington.